# Zone à défendre

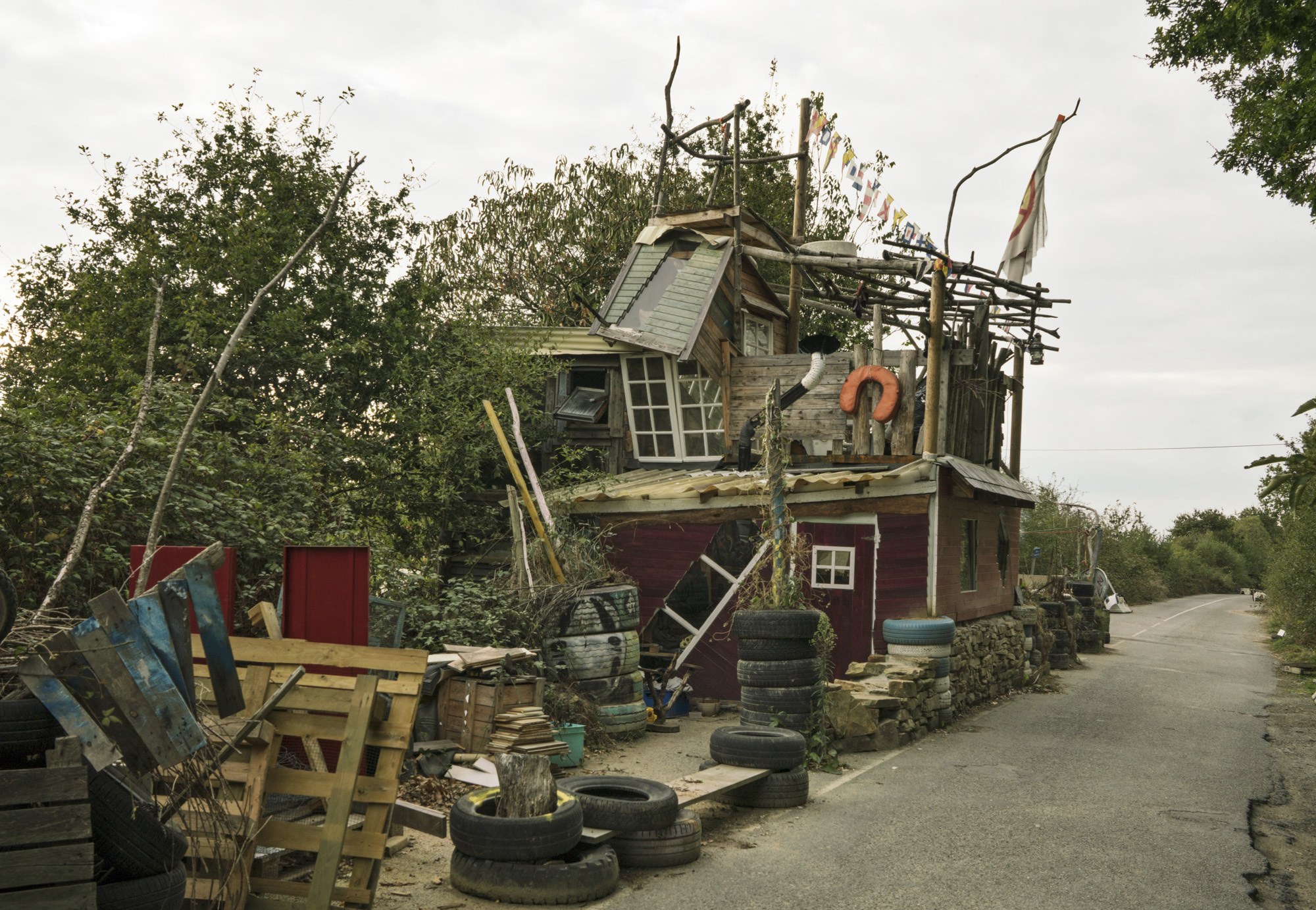
Selbstgebautes Gebäude einer ZAD

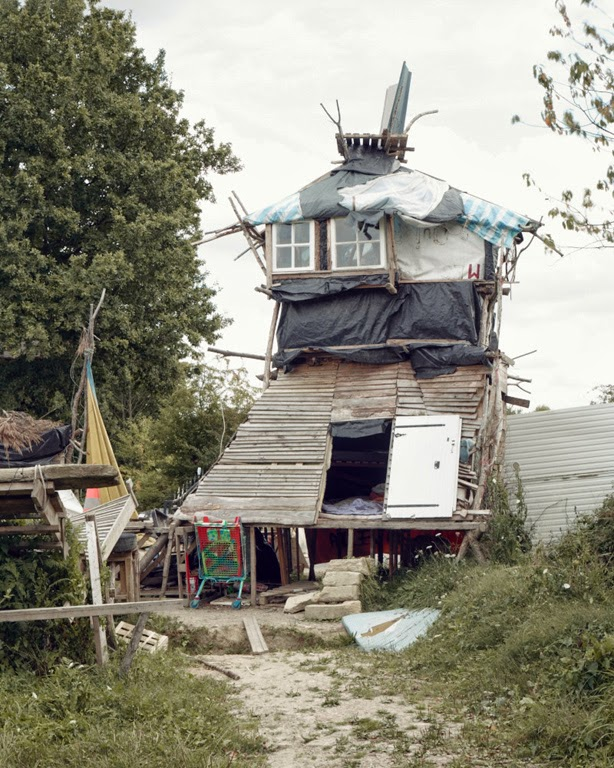
Aussichtsturm einer ZAD

Eine Zone à défendre (kurz: ZAD, englisch: Zone to Defend, deutsch: Zu verteidigende Zone) ist eine aus Frankreich stammende Protestform zur dauerhaften Besetzung eines von Umweltzerstörung bedrohten Gebietes mit dem Ziel, diese dauerhaft unter weitestgehende Selbstverwaltung zu stellen. Damit sollen neben dem Schutz von Klima und Natur auch die Erfüllung sozialer Bedürfnisse und ein harmonischeres Zusammenleben erreicht werden.  
Damit unterscheidet sich die ZAD von temporären autonomen Zonen und zeitlich begrenzten Protesten wie Sit-ins. Begrifflich orientiert sich die Bezeichnung am Konzept der Selbstverteidigung Elsa Dorlins und früherer Bürgerrechtsbewegungen und Gruppierungen wie der Black Panther Party.

## Historie
Als Vorgänger heutiger ZAD gilt der Kampf um den Larzac der 1970er Jahre sowie die bis in die 1980er reichenden Anti-Atomkraft-Proteste in Plogoff. Das Konzept der ZAD ist eine der wenigen jüngeren sozialen Bewegungen, die die Interessen mehrerer sozialer Milieus vereint.
Die prominenteste Zone à défendre, die ZAD de Notre-Dame-des-Landes (ZAD NDDL) entstand aufgrund der seit Mitte der 1960er laufenden Planungen zum Bau eines Tourismus-Flughafens nahe der kleinen Gemeinde 2007 durch die Besetzung eines Bauernhofs. In Folge kam es zu einem Bündnis betroffener Landwirte und Anwohner der Gemeinde, sowie Umweltschutzaktivisten und Linksautonomen, die bestehende Gebäude weiter bewohnten, neue Häuser, Zelt- und Wohnwagenplätze errichteten und sich in dorfähnlichen Strukturen zusammenschlossen.
Dabei setzen die unterschiedlichen Gruppen ihre verschiedenen Lebensstile weitgehend fort, treffen jedoch gemeinsame Absprachen nach dem Prinzipien des Commonings und der Selbstorganisation und bündeln Ressourcen für gemeinsame Räumlichkeiten und Infrastruktur wie Leihläden, Gemeinschaftsküchen und Bibliotheken. Nach einem vorerst letzten Räumungsversuch verkündete Präsident Emmanuel Macron 2018, die Pläne zum Bau des Flughafens ruhen zu lassen. Seit Anfang der 2010er Jahre und nach mehreren Räumungsversuchen umfasst die ZAD Notre-Dame-des-Landes eine Fläche von etwa 1.650 Hektar mit etwa 200 festen Einwohnern. 
Weitere prominente ZAD in Frankreich ist etwa die Protestsiedlung zur Verhinderung des Sivens-Staudamms.
Die an lateinamerikanische Revolutionäre angelehnte Bezeichnung „zadiste“ (Zadista) für eine „militante Person, die sich einem umweltschädigenden Vorhaben widersetzt“ wurde 2016 in das französische Wörterbuch Le Petit Robert aufgenommen.

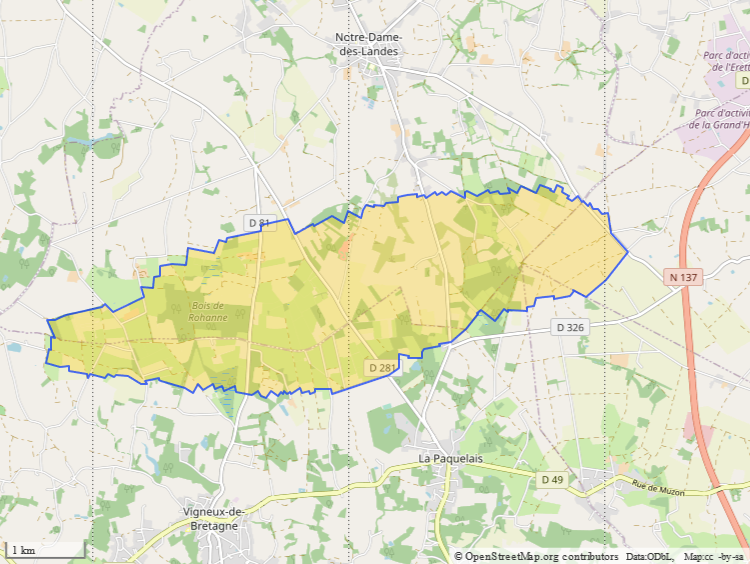
Ausdehnung der ZAD Notre-Dame-des-Landes

2021 gründeten Aktivisten der ersten ZAD bei Notre-Dame-des-Landes die Protestbewegung Les Soulèvements de la Terre (Aufstände der Erde).

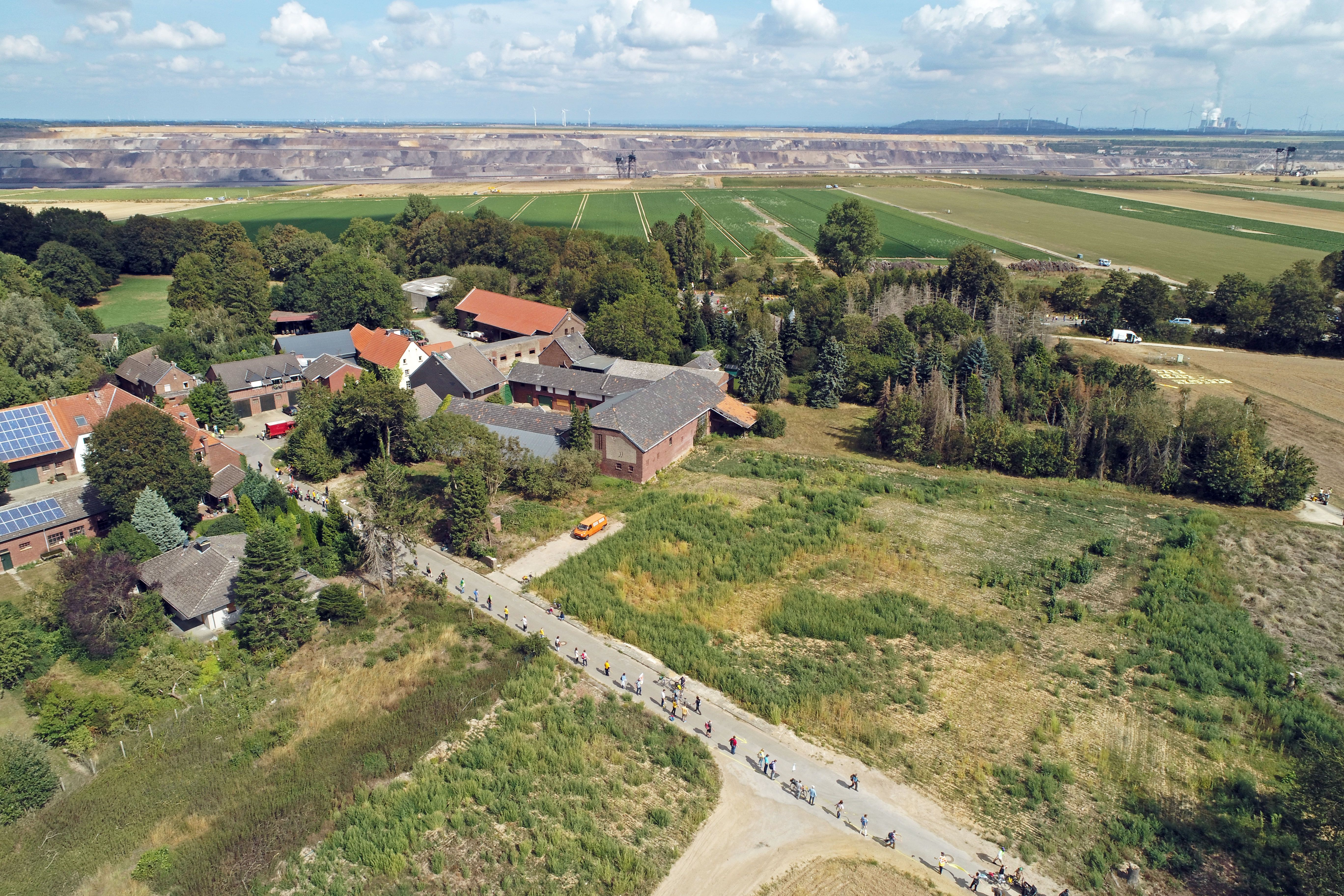
Genutzte Wohngebäude der ZAD Rheinland in Lützerath

## Verbreitung
Zum Jahresende 2019 existierten in Frankreich 11 ZAD, die sich neben dem Bau von Flughäfen, Autobahnen und einem Atommüllendlager unter anderem der Trockenlegung von Mooren und der Errichtung von Einkaufszentren widersetzten. Dabei kam es neben vielfachen Räumungen in mindestens drei Fällen zum Erhalt der ursprünglichen Flächen.
In Italien kam es zur Gründung einer ZAD No TAV im Susatal, um den Bau einer Schnellzugstrecke zwischen Turin und Lyon zu verhindern. Die ZAD Grow Heathrow gegen den Ausbau des gleichnamigen Londoner Flughafens wurde zwischen 2019 und 2021 geräumt. In Deutschland wurden der Hambacher Forst als gleichnamige ZAD und das Protestcamp vor der Räumung Lützeraths und benachbarte Orte wie Keyenberg und Kuckum als „ZAD Rheinland“ bezeichnet. Die ZAD de la Colline gegen den Ausbau eines Zement-Steinbruchs der Holcim AG auf dem Mormont im Schweizer Kanton Waadt wurde 2022 geräumt.

## Sonstiges
In Theresa Hannigs Climate-Fiction-Roman Parts per Million ist eine ZAD zwischenzeitlicher Handlungsort.

## Filme
- Rear Window: Zone à Défendre. Dokumentarfilm. TeleSUR, Venezuela 2017, 28 Minuten.
- Romain Cogitore: Une zone à défendre / A Place to Fight for. Spielfilm (Romantic Thriller). Disney+, Frankreich 2023, 103 Minuten.